# مل تورسن
مل تورسن (انگلیسی: Mel Thorsen؛ ۲۲ اوت ۱۹۰۸ – ۲۳ آوریل ۱۹۷۱) یک تدوین‌گر اهل ایالات متحده آمریکا بود.
از فیلم‌های او می‌توان به گذرنامه برای سوئز اشاره کرد.